# Jak narkotyk
Jak narkotyk – polski dramat obyczajowy w reżyserii Barbary Sass z 2001 roku.
Krytycy zwrócili uwagę, że losy Anny przypominają biografię również ciężko chorej na serce, zmarłej w wieku 32 lat poetki Haliny Poświatowskiej.

## Obsada
- Magdalena Cielecka – Anna
- Andrzej Wichrowski – Ojciec Anny
- Bartosz Opania – Piotr
- Krzysztof Pieczyński – Jacek
- Małgorzata Drozd – pielęgniarka
- Magdalena Kacprzak – studentka Agnieszka Wróbel
- Jarosław Budnik – chłopak w SPATIF-ie
- Paweł Iwanicki – chłopak w SPATIF-ie
- Cezary Morawski – Docent
- Stanisław Melski – kierownik Domu Kultury
- Wojciech Kalarus – nauczyciel
- Iwona Bielska – ciotka Anny
- Monika Jarosińska – kelnerka w SPATIF-ie
- Jan Greber
- Patrycja Szczepanowska

## Fabuła
Jest rok 1980. Anna, 18-latka z małego miasteczka, dowiaduje się, że jest ciężko chora na serce, pozostaje jej 2–3 lata życia. W sanatorium, do którego jedzie w oczekiwaniu na operację, poznaje niewiele starszego od siebie Piotra, studenta gdańskiej ASP. Zakochuje się w nim i po krótkiej znajomości postanawia poślubić. Po jakimś czasie chłopak popełnia samobójstwo.